# Nikkasaurus tatarinovi
Nikkasaurus tatarinovi è un tetrapode estinto appartenente ai terapsidi. Visse nel Permiano medio (circa 265 milioni di anni fa) e i suoi resti fossili sono stati ritrovati in Russia. È considerato uno dei terapsidi più primitivi.

## Descrizione
Questo animale era di dimensioni molto modeste: il cranio era lungo circa 5 centimetri, e l'intero animale non doveva superare la lunghezza di 30 centimetri. Il cranio era molto particolare, dotato di grandi orbite con tanto di anello sclerotico. In generale, l'aspetto del cranio richiamava quello dei pelicosauri varanopidi, con una parte posteriore molto alta e un muso più sottile e dotato di denti corti e aguzzi.

## Classificazione
Nikkasaurus venne descritto per la prima volta nel 2000 sulla base di resti fossili ritrovati nel bacino del fiume Mezen', in Russia, risalenti al Permiano medio. Nikkasaurus è considerato un rappresentante estremamente primitivo dei terapsidi, o "rettili - mammiferi"; alcune caratteristiche, però, richiamano i più ancestrali pelicosauri, come la mancanza di denti caniniformi allungati e la presenza di un grande quadratojugale. La famiglia dei Nikkasauridae comprende anche il genere Reiszia, ritrovato nello stesso giacimento. È possibile che i nikkasauridi fossero dei terapsidi estremamente primitivi, che conservarono i caratteri dei terapsidi ancestrali fino alla fine del Permiano medio.

## Paleoecologia
Nikkasaurus, con i suoi grandi occhi, potrebbe essere stato un piccolo insettivoro notturno.